# Arratzu
Arratzu è un comune spagnolo di 368 abitanti situato nella comunità autonoma dei Paesi Baschi, creato nel 1996 come distaccamento da Gernika-Lumo.